# Viengthong, Borikhamxay
Viengthong (tiếng Lào: ເມືອງວຽງທອງ, Viengthong) là một muang (huyện) thuộc tỉnh Borikhamxay ở miền trung Lào .